# Глосъп
Гло̀съп (на английски: Glossop) е град в Централна Англия, графство Дарбишър. Разположен е на река Глосъп Брук, на 24 km от Манчестър и е част от неговата градска агломерация. Населението на Глосъп е 33 240 души (2017 г.).

## История
В близост до Глосъп се намират останки от римското укрепление Ардоталия. Глосъп е описан в Книгата на Страшния съд като собственост на абатството Бейсингуърк от Северен Уелс. По-късно става владение на херцозите на Норфък, които запазват именията си до началото на 20 век. По време на Индустриалната революция в града са основани няколко памучнотекстилни фабрики.

## Спорт
- Глосъп е най-малкият град в Англия с футболен клуб, играл в най-висшата дивизия. Местния ФК Глосъп Норт Енд играе във Футболната лига от 1898 до 1915 г.

## Личности
Починали
- Лорънс Стивън Лоури (1887 – 1976), художник

## Побратимени градове
- Бад Филбел, Германия